# Manuel Miserachs i Pelfort
Manuel Miserachs i Pelfort (Igualada, Anoia, 1844-1898) va ésser un fabricant i polític vinculat al Partit Conservador, regidor de l'Ajuntament d'Igualada (1890-1891) i comissionat municipal per donar suport al projecte del ferrocarril.
batlle interí (1891), per una Reial Ordre ocupà en propietat el càrrec de batlle, des del 10 de febrer de 1892 fins al 9 de febrer del 1893, quan les autoritats superiors el destituïren mitjançant una ordre de caràcter governatiu.
Durant el seu mandat, urbanitzà els terrenys afectats pel ferrocarril, presidí l'arribada de la primera locomotora i ordenà la construcció d'un nou escorxador i una nova resclosa per portar aigua a les adoberies.
Dins la Unió Catalanista fou delegat a les Assemblees de Manresa (1892), Reus (1893), Balaguer (1894) i Olot (1895).